# Daniela Dodean
Daniela Dodean (Arad, 13 januari 1988) is een Roemeens tafeltennisspeelster die in 2009 samen met landgenote Elizabeta Samara Europees kampioene dubbelspel werd. De rechtshandige shakehand-speelster debuteerde in 2004 op de ITTF Pro Tour en daarmee in het internationale (senioren)circuit, met al een Europees kampioen kampioenschap voor kadetten op haar naam en EK-titels voor junioren in 2005 en 2006 nog in het verschiet.
Dodean bereikte in mei 2010 haar hoogste positie op de ITTF-wereldranglijst, toen ze (voor het eerst) negentiende stond.
In juli 2013 trouwde ze met de Portugese tafeltennisser João Monteiro. Sindsdien speelt ze onder de naam Daniela Monteiro Dodean. 

## Sportieve loopbaan
Als lid van de nationale vrouwenploeg speelde Dodean in Bremen 2006 voor het eerst een wereldkampioenschap, in het landentoernooi. De Roemeense plaatste zich in 2008 en 2009 voor de Europa Top-12, waarbij ze op de laatstgenoemde editie vijfde werd. Dodean vertegenwoordigde haar geboorteland tevens op de Olympische Zomerspelen 2008.

Nadat De Roemeense in 2004 debuteerde op de ITTF Pro Tour, won ze daarop haar eerste toernooi door op het Polen Open 2008 samen met landgenote Elizabeta Samara de dubbeltitel binnen te slepen. Dat jaar kwalificeerde ze zich ook voor de ITTF Pro Tour Grand Finals dubbelspel, waarop ze tot de halve finale kwam.

## Erelijst
Belangrijkste resultaten:
- Europees kampioene dubbelspel 2009 (met Elizabeta Samara)
- Laatste zestien enkelspel wereldkampioenschappen 2007
- Vijfde plaats Europa Top-12 2009
- Europees kampioen junioren (enkelspel) 2005 en 2006
- Europees kampioen junioren (dubbelspel) 2005
- Europees kampioen junioren (gemengd dubbel) 2005
- Europees kampioen kadetten (enkelspel) 2002
- Tweede plaats Europees Kampioenschap dubbelspel 2011 (met Elizabeta Samara)

ITTF Pro Tour:
Enkelspel:
- Halve finale Polen Open 2008

Dubbelspel:
- Winnares Polen Open 2008 (met Elizabeta Samara)